# Corydalis uniflora
Corydalis uniflora là một loài thực vật có hoa trong họ Anh túc. Loài này được (Sieber) Nyman mô tả khoa học đầu tiên năm 1855.